# Platanista minor
Platanista minor — вид платаністових. Є ендеміком для басейну річки Інд Індії та Пакистану. Цей дельфін був першим відкритим китоподібним, що плаває збоку. Він нерівномірно розподілений на п’ять невеликих субпопуляцій, розділених іригаційними загородами. P. minor названо національним ссавцем Пакистану та державною водною твариною Пенджабу, Індія.

## Опис
P. minor має довгий загострений ніс, характерний для всіх річкових дельфінів. Зуби видно як на верхній, так і на нижній щелепі, навіть коли рот закритий. Зуби молодих тварин мають довжину майже дюйм, тонкі й вигнуті; проте з віком тварин зуби зазнають значних змін, а у дорослих особин стають квадратними, кістковими, плоскими дисками. Морда потовщується до кінця. Цей вид не має кришталика ока, що робить його сліпим, хоча він все ще може виявляти інтенсивність і напрям світла. Навігація та полювання здійснюються за допомогою ехолокації. Тіло коричневого кольору і кремезне в середині. Вид має невелику трикутну грудочку замість спинного плавця. Ласти і хвіст тонкі і великі по відношенню до розміру тіла, який становить приблизно 2–2.2 метра у самців і 2.4–2.6 метра у самок. Зрілі дорослі самки більші за самців. Статевий диморфізм проявляється після досягнення самками близько 150 см; жіночий рострум продовжує рости після того, як чоловічий рострум перестає рости, зрештою досягаючи приблизно 20 см довше.

## Спосіб життя
Дельфін річки Інд живе поодинці або парами. Зазвичай він плаває повільно і рідко стрибає. Однак стрибки помітні, бо гучні. Занурення тривають від 30 секунд до кількох хвилин. Клацання ехолокації, які вона видає для орієнтації та пошуку їжі, схожі на чхання над поверхнею води. Часто плаває лежачи на боці. Він сором'язливий до людей.
Цей вид харчується різноманітними ракоподібними та рибою, включаючи креветок, коропа, сомів, бичків тощо.

## Загрози
На річкових дельфінів Інду дуже негативно вплинуло використання людьми річкових систем субконтиненту. Заплутування в рибальських мережах може завдати значної шкоди чисельності місцевого населення. Деякі особини все ще зловлюються щороку, а їх масло і м’ясо використовують як підкладку, як афродизіак і як приманку для сома. Зрошення знизило рівень води. Отруєння водопостачання промисловими та сільськогосподарськими хімікатами також могло спричинити скорочення населення. Мабуть, найбільш значущою проблемою є будівництво десятків дамб вздовж багатьох річок, що спричиняє сегрегацію популяцій та звужується генофонду. Наразі є три субпопуляції дельфінів Інду, які вважаються здатними до довготривалого виживання, якщо їх захистити.
Вид охороняється згідно з Додатком I Конвенції про міжнародну торгівлю видами, що перебувають під загрозою зникнення, який забороняє комерційну міжнародну торгівлю цим видом (включаючи частини та похідні).